# Große Familienrechtsreform
Mit der Großen Familienrechtsreform wird ein Reformwerk aus Gesetzen zum österreichischen Familienrecht während der 1960er und 1970er Jahre bezeichnet, welches zum einen die rechtliche Gleichstellung zwischen den Ehegatten bestimmte und zum anderen die Rechtsstellung sowohl von ehelichen als auch unehelichen Kindern verbesserte.

## Reformwerk
Die Familienrechtsreform manifestiert sich nicht in einer zu einem Zeitpunkt festsetzbaren Gesamtneukodifizierung, sondern kann als Prozess verstanden werden. Teilreformen wurden als die vorteilhafteste Methode zur Vervollständigung des Familienrechts angesehen. Das Reformwerk ist die Umsetzung der Individualrechtsforderungen hinsichtlich der Stellung der Frau als auch der Kindererziehung.

## Geschichte
Gründe für die Entstehung der Familienrechtsreform lassen sich bis zur Jahrhundertwende zurückverfolgen. Obwohl in der Politik kaum vertreten, war der Einfluss von Frauen auf das Reformwerk beachtlich (siehe auch Frauenbewegung). Marianne Hainisch hatte durch ihr Engagement Einfluss auf die 1. Teilnovelle zum Allgemeinen Bürgerlichen Gesetzbuch (ABGB) im Jahr 1914. Adelheid Popp stellte erstmals am 21. Juli 1925 einen Antrag zur Reform des Familienrechts. Im Zentrum stand die Forderung nach Gleichheit der Geschlechter. Ein halbes Jahrhundert später sollte ihren Forderungen entsprochen werden.
1949 wurde eine erste Sachverständigenkommission unter Justizminister Tschadek zur Neuordnung des Familienrechts einberufen. Das Ehe- und Familienrecht wurde zunehmend zu einem zentralen gesellschaftspolitischen Thema und Vertreter der politischen Parteien, der Kirche und verschiedener Frauenorganisationen beteiligten sich an der ideologisch aufgeladenen Diskussion. Wesentliche Veränderungen wurden im Zuge der Familienrechtsreform während der 1970er unter seinem Nachfolger Christian Broda umgesetzt. Bis dahin war das 1811 im Allgemeinen Bürgerlichen Gesetzbuch (ABGB) kodifizierte Familienrecht in Kraft. Darin verbürgt war eine hierarchische Geschlechterordnung, die dem Mann neben einer Unterhaltspflicht auch die Entscheidungs- und Bestimmungsgewalt zuwies. Die Frau war dem Mann zu Gehorsam verpflichtet. 1975 wurde die väterliche Gewalt aufgehoben.

## Gesetze

### 1960er
- BG vom 17. Februar 1960 über die Neuordnung des Rechtes der Annahme an Kindesstatt (BGBl 1960/58)
  - Es kommt zur Erleichterung der starken Adoption, bei dem ein minderjähriges Kind adoptiert wird.
- BG vom 8. März 1967 mit dem vormundschaftsrechtliche Bestimmungen des Allgemeinen Bürgerlichen Gesetzbuches geändert werden (BGBl 1967/122)
  - Die Ehegatten sollen bei der Vormundschaft gleichgestellt werden.

### 1970er
- BG vom 30. Oktober 1970 über die Neuordnung der Rechtsstellung des unehelichen Kindes (BGBl 1970/342)
  - Die Stellung des unehelichen Kindes wird aufgewertet.
- BG vom 14. Februar 1973 mit dem Bestimmungen über die Geschäftsfähigkeit und Ehemündigkeit geändert werden (BGBl 1973/108)
  - Das Volljährigkeitsalter wird auf 19 Jahre gesenkt.
- BG vom 1. Juli 1975 über die Neuordnung der persönlichen Rechtswirkungen der Ehe (BGBl 1975/412)
  - Differenzierungen bezüglich Rechte und Pflichten, je nach Geschlecht des Ehepartners werden (größtenteils) aufgehoben.
  - Die einvernehmliche Lebensgestaltung tritt in den Vordergrund.
  - Es kommt zu einer Erweiterung der Beistandspflicht.
- BG vom 30. Juni 1977 über die Neuordnung des Kindschaftsrechts (BGBl 1977/403)
  - Vater und Mutter sollen gleichberechtigt werden und die Anhörungspflicht des Kindes wird durchgesetzt.
- BG vom 15. Juni 1978 mit Änderungen des Ehegattenerbrechts, des Ehegüterrechts und des Ehescheidungsrechts (BGBl 1978/280)
  - Hierin wird va. die Stellung der Frau im erbrechtlichen Rahmen verbessert.
- BG vom 30. Juni 1978 über eine Änderung des Ehegesetzes (BGBl 1978/303)

### 1980er, 1990er
Weitere Veränderungen sollen das Regelwerk der Großen Familienrechtsreform abrunden:
- BG über die Änderung des Personen-, Ehe- und Kindschaftsrechts (BGBl 1983/566)
- BG über die Änderung der ehenamensrechtlichen Bestimmungen im Allgemeinen bürgerlichen Gesetzbuch (BGBl 1986/97)
- BG über die Änderung des Kindschaftsrechts (BGBl 1989/162)
- BG über die Gleichstellung des unehelichen Kindes im Erbrecht und die Sicherung der Ehewohnung für den überlebenden Ehegatten (BGBl 1989/656)
- BG mit dem das allgemeine bürgerliche Gesetzbuch, das Ehegesetz, das Außerstreitgesetz, das Personenstandsgesetz, das Namensänderungsgesetz und das Gerichtsgebührengesetz geändert werden (BGBl 1995/25)
- BG mit dem das allgemeine bürgerliche Gesetzbuch, das Ehegesetz, das Außerstreitgesetz, die Zivilprozessordnung, die Exekutionsordnung und die Strafprozessordnung geändert werden (BGBl 1999/125)
- BG mit dem das allgemeine bürgerliche Gesetzbuch, das Ehegesetz, das Unterhaltsvorschussgesetz, die Jurisdiktionsnorm, die Zivilprozessordnung, das Außerstreitgesetz, das Rechtspflegegesetz, die Exekutionsordnung, das Personenstandsgesetz, das Bundesgesetz über das Internationale Privatrecht, das Gerichtsgebührengesetz, die Vierte Durchführungsverordnung zum Ehegesetz, das Jugendwohlfahrtsgesetz 1989, das Bankwesengesetz und das Krankenanstaltengesetz geändert werden (BGBl I 2000/135)